# 清水合金製作所
清水合金製作所 (しみずごうきんせいさくしょ) は、滋賀県彦根市にある企業。キッツグループに属する。

## 沿革
- 1947年1月28日 - 「清水合金鋳造所」を設立。
- 1957年 - 「清水合金製作所」に改称。
- 1961年 - 「株式会社清水合金製作所」として法人に改組。
- 1995年8月 - キッツ傘下入り。

## 会社概要
彦根市の地場産業であるバルブに着目し設立。太平洋戦争終戦に伴う住宅復興の際に水の復旧が必要と考え、当初は手押しポンプ等の製造に注力した。昭和30年以降は消火栓や上下水道用弁の製造を主力にしていたが、やがて水道機器総合企業を志向し全般的な製造を手がけるようになっていった。1995年8月にキッツグループ入り後は共同事業にも携わっている。

## 営業所・出張所
- 札幌営業所 〒060-0004 北海道札幌市中央区北4条西13丁目1-22-803
- 仙台営業所 〒984-0816 宮城県仙台市若林区河原町1-5-1 ハイツ河原町
- 東京営業所 〒151-0053 東京都新宿区西新宿4-2-18 三共西新宿ビル
- 名古屋営業所 〒454-0932 愛知県名古屋市中区丸の内1-9-16 丸の内Oneビルディング
- 大阪営業所 〒530-0053 大阪府大阪市西区新町1-27-5 四ツ橋クリスタルビル
- 中国四国営業所 〒700-0913 岡山県岡山市北区大供2-1-1 ハスパリビス
- 九州営業所 〒812-0008 福岡県福岡市博多区東光2-20-16
- 工業弁営業所 〒530-0053 大阪府大阪市西区新町1-27-5 四ツ橋クリスタルビル

## 工場
- 本社に併設。